# Kühár István (író)
Kühár István (szlovénül Števan Kühar) (Bratoncz, 1882. július 29. – Murabaráti, 1915. szeptember 24.) magyarországi szlovén etnográfiai gyűjtő, író.
Murabarátiban született (ma Bratonci, Szlovénia), tizenhét éves korától szabóságot tanult, majd egy alsólendvai iskolában végzett. A gimnáziumot Nagykanizsán járta, utána Szombathelyen teológiát tanult. Ezt nem végezte el és hazament a szülőfalujába.
Otthon az akkori Vendvidék (Muravidék) népdalait, s énekeit gyűjtötte, elsősorban a szlovén fiatalok körében. Ebben segítségére volt Jerics Iván is. Az összegyűjtött verseket előbb a Kalendar Szrca Jezusovogá-ban, majd az 1914-től jelentkező Novinéban adta közre Kühár 1910 és 1914 között. 50 azon dalt, amit a Novine nem közölt, azt Kühár 1913-ban Narodne pesmi címmel kiadta egy gyűjteményben. Ez a könyv a megszokottól eltérően Gaj-betűt használt, akárcsak a Novine.
Fiatalon érte a halál, harminchárom éves korában.

## Külső hivatkozás
- Kühar Štefan (Slovenski biografski lexikon)[halott link]